# بيت عبر (خيران المحرق)

تعديل مصدري - تعديل

بيت عبر هي إحدى قرى عزلة بنى حملة بمديرية خيران المحرق التابعة لمحافظة حجة، بلغ تعداد سكانها 474 نسمة حسب تعداد اليمن لعام 2004.